# Dekanat pomorsko-wielkopolski
Dekanat pomorsko-wielkopolski – jeden z trzech dekanatów należących do diecezji wrocławskiej Kościoła Polskokatolickiego w RP, obejmujący swoim zasięgiem obszar województwa zachodniopomorskiego i częściowo wielkopolskiego. Siedziba dekanatu znajduje się w Stargardzie.

## Parafie dekanatu pomorsko-wielkopolskiego
- parafia Najświętszego Serca Jezusa w Bukowie Morskim, proboszcz: ks. mgr Dominik Gzieło
- parafia św. Kazimierza w Poznaniu, administrator: ks. dziek. Adam Bożacki
- parafia Przemienienia Pańskiego w Stargardzie, proboszcz: ks. dziek. Adam Bożacki
- parafia Świętych Apostołów Piotra i Pawła w Szczecinie, proboszcz: ks.  Tadeusz Krasiejko